# Jules Dietz
Jules Dietz, né le 3 novembre 1847 à Mâcon et décédé le 28 novembre 1928 à Paris, est un avocat et publiciste français.

## Biographie

### Jeunesse et études

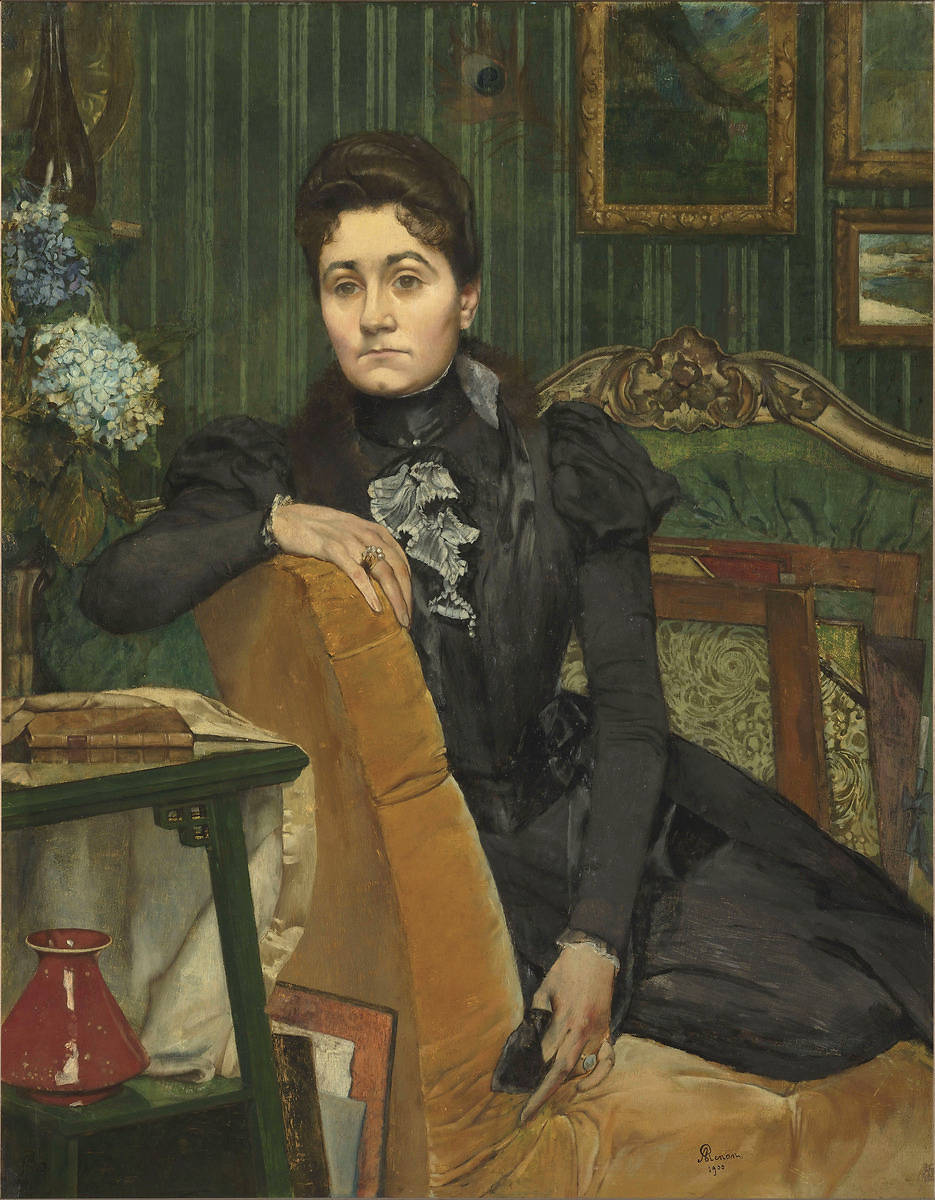
Portrait de Mme Jules Dietz, sœur de l'académicien Maurice Paléologue (peint par Ary Renan, musée d'Orsay.

François Jules Dietz est le fils d'un professeur agrégé, Louis Dietz, et de son épouse Sara Trier. 
Après sa scolarité à l'Institution Massin et au lycée Charlemagne, durant laquelle il est lauréat plusieurs années de suite du concours général, il suit des études de lettres et de droit, qu'il conclu par l'obtention d'un doctorat en droit avec une thèse Droit romain : des argentarii. Droit français : des comptes courants (Pichon-Lamy et Dewez, 1869). Il est également lauréat du prix de la Faculté de droit de Paris lors de sa licence en 1867 (1er prix en droit romain et 2e prix en droit français). 

### Parcours professionnel
Secrétaire de la Conférence en 1869-1870 et inscrit comme avocat à la Cour d'appel de Paris, il devient secrétaire général de la Société de législation comparée en 1879. Exerçant au barreau jusqu'en 1923, son cabinet est installé au no 3 de la rue des Mathurins.
Rédacteur en chef du journal Le Parlement de 1879 à 1884, qu'il a fondé avec Alexandre Ribot, qui en est le directeur, il devient rédacteur politique au Journal des débats de 1884 à 1914, après l'absorption du premier par le second. 

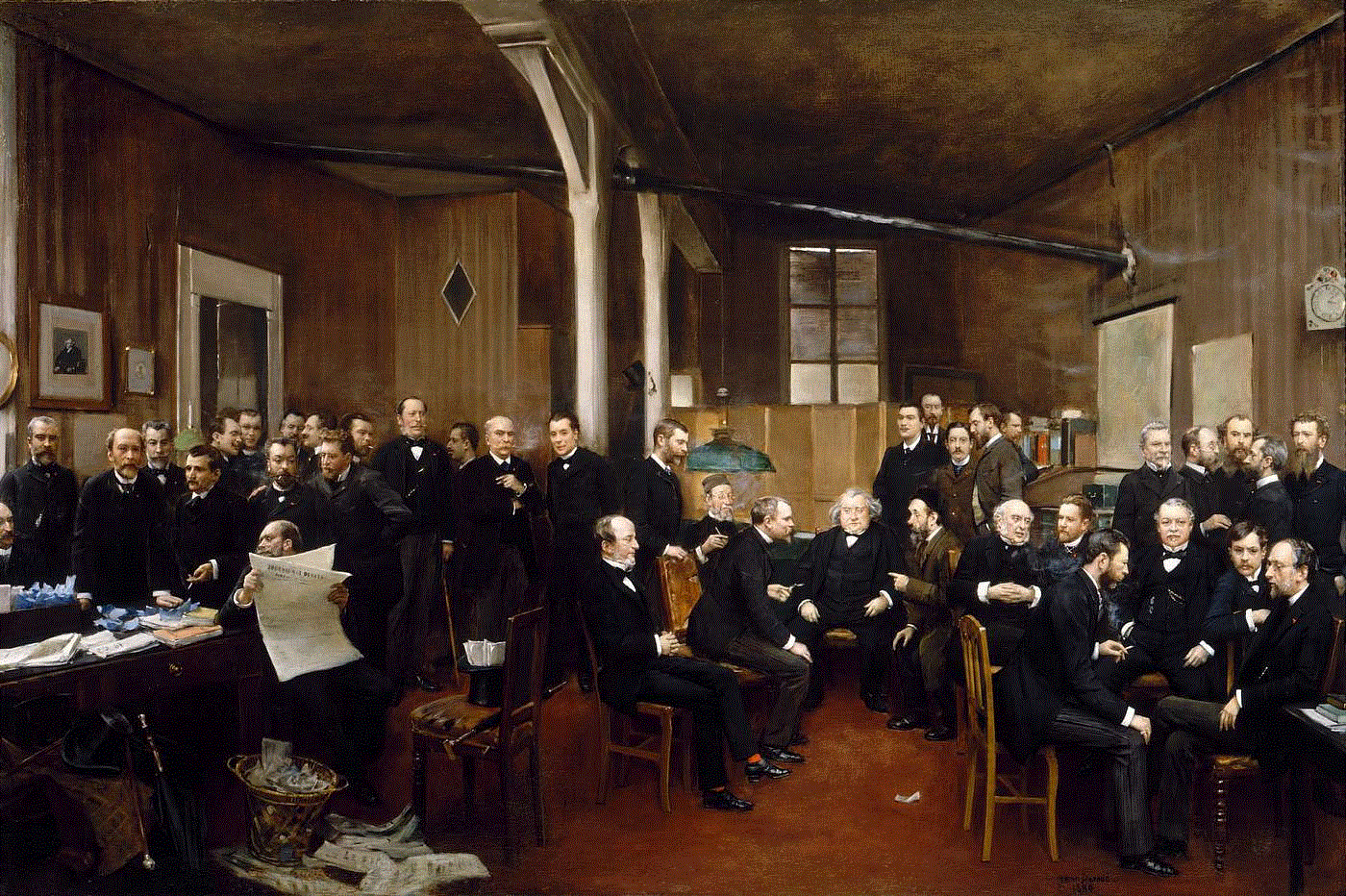
La salle de rédaction du Journal des débats (1889), peint par Jean Béraud.

Il figure sur le tableau de Jean Béraud, La salle de rédaction du Journal des débats (1889), exposé au musée d'Orsay. 
Il est décoré de la Légion d'honneur par décret du 11 juillet 1891, au titre du Ministère des Affaires étrangères.
En 1899, il défend une formation juridique obligatoire pour les membres des parquets et tribunaux militaires.
Dietz est membre de la Société pour la propagation des langues étrangères en France, de la Société centrale de protestation contre la licence des rues, de la Société des amis du Louvre, de la Société de l'histoire de Paris et de l'Île-de-France.
Il comptait notamment parmi ses amis Paul Bourget, qui lui dédie ses Études et portraits, et Jules Cambon
Il est également l'auteur de poèmes[source insuffisante].

### Parcours professoral
Il devient professeur à l'École libre des sciences politiques en 1885. Il fait partie des principaux professeurs de droit de l'école, aux côtés d'Émile Boutmy et d'André Lebon. Il est également rédacteur aux Annales des sciences politiques. 

### Parcours politique
Membre du Comité directeur de la formation politique libérale et conservatrice l'Union libérale républicaine (ULR), il préside l'assemblée générale constitutive du Comité républicain pour la représentation proportionnelle (RP) le 17 février 1910, fondé à son initiative avec Adolphe Carnot. Il siège au comité d'administration et à la commission du budget de l'Union pour la vérité.

## Sources
- Étienne Bandy de Nalèche, Adelstan de Beauchesne, Jules Dietz. 3 novembre 1847-28 novembre 1928 [Allocution par M. le pasteur Bertrand et M. le comte Étienne de Nalèche. Notice par M. le Mis de Beauchesne et éloge par M. le bâtonnier Payen], Paris : Calmann-Lévy, 1930
- Qui êtes-vous? Annuaire des contemporains: notices biographiques. 1908-1908/10, 1924
- Gilles Le Béguec, Pascal Plas, Barreau, politique et culture à la Belle Époque, PULIM, 1997
- Revue des sciences morales et politiques : travaux de l'Académie des sciences morales et politiques, Gauthier-Villars, 1952
- Madame Jules Dietz (Marizika Paléologue). Souvenirs, éditions P. Bonnet, 1937
- Henri Avenel, Histoire de la presse française depuis 1789 jusqu'à nos jours, 1900